# Зеніт-2
«Зеніт-2» — українська (радянська) ракета космічного призначення середнього класу сімейства Зеніт. Генеральний конструктор — В. Ф. Уткін. Головний розробник — КБ "Південне" (Дніпро), виробляється на дніпровському заводі ВО «Південмаш». Індекс ГРАУ — 11К77.
Перший успішний пуск ракети-носія «Зеніт-2» без корисного навантаження був здійснений 21 червня 1985 з космодрому Байконур.
Перша ступінь «Зеніту» оснащена киснево-гасовим двигуном РД-171. Прототипом для неї послужила перший ступінь ракети-носія «РН Енергія».
Ракета-носій «Зеніт-2», що входить до складу космічного ракетного комплексу (КРК) «Зеніт», являє собою двоступеневу ракету на нетоксичних компонентах палива рідкий кисень і гас РГ-1, призначену для запусків космічних апаратів (КА) на низькі кругові (до 1500 км) і еліптичні навколоземні орбіти різного способу. Спочатку вона розроблялася як засіб виведення для швидкого розгортання і заповнення угруповань КА різного призначення, а також пілотованих космічних кораблів Заря.
Перший пуск РН «Зеніт-2» відбувся 13 квітня 1985 року. Всього здійснено 37 пусків РН, з них 32 успішних. Крім того, допрацьовані блоки її першого ступеня використовувалися як бічні блоки ракети-носія «Енергія» і успішно відпрацювали при двох її пусках (всього 8 ракетних блоків).
РН «Зеніт-2» періодично використовувався для запусків КА з державних замовлень України та Російської Федерації. Останній пуск ракети в перехідній модифікації Зеніт-2SLБ з Байконуру відбувся  29 червня 2007 року. На цьому експлуатація класичного Зеніту-2 була припинена. Зеніт-3SL та похідні модифікації продовжили використовуватися до  26 грудня 2017, коли з Байконуру був запущений ангольський супутник Ангосат-1. Це був останній запуск ракети сімейства "Зеніт".

## Енергетичні можливості
Максимальна маса космічного апарата, що виводиться ракетою «Зеніт-2» на навколоземну орбіту висотою 200 км з території Казахстану, становить 13,8 т. При пусках з районів, розташованих у приекваторіальній зоні, можливо виведення космічних апаратів масою до 15,7 т.
Маса космічного апарата, що виводився б «Зенітом-3» на геостаціонарну орбіту з Байконура, становить близько 1 т; маса, що виводиться в будь-яку точку геостаціонарної орбіти з районів приекваторіальної зони, становить 2 т, на перехідну до геостаціонарної орбіти — 4,5 т і 3 т на відльотні траєкторії.

## Модифікації
- «Зеніт-3SL» розроблена на базі ракети-носія Зеніт-2 і космічного розгінного блоку ДМ-SLБ. Модернізація виконана для можливості використання в рамках програми «Морський старт». РН і РБ отримали відповідно позначення Зеніт-2S і ДМ-SLБ.
- «Зеніт-3SLБ» — модифікація ракети космічного призначення «Зеніт-3SL», до складу якої входять модифіковані ракета-носій «Зеніт-2SLБ» і розгінний блок ДМ-SLБ. Призначена для запуску з космодрому «Байконур» (Проєкт «Наземний старт»). Перший пуск (КА «Amos 3») відбувся 28 квітня 2008 року.

Перехідна модифікація — «Зеніт-2М», здійснила політ з «Байконура» 29 червня 2007. Від попередньої версії її відрізняє повністю цифрова система управління на базі нової бортової ЕОМ «Бісер-3» та збільшена маса виведеного корисного вантажу.
- «Зеніт-2SLБ» — ракета космічного призначення, яка входить в сімейство ракет Зеніт-2, що використовують нетоксичні компоненти палива (рідкий кисень і гас РГ-1). Вона розроблена в рамках програми «Наземний старт» для запусків космічних апаратів з космодрому Байконур на низькі і середні кругові й еліптичні навколоземні орбіти.
- «Зеніт-3SLBФ»  — результат роботи з подальшої модернізації ракети космічного призначення сімейства «Зеніт-2». Особливість компонування полягає в оснащенні її новим розгінним блоком Фрегат-СБ та новим обтікачем розробки НВО ім. С. А. Лавочкіна.

Головний обтікач довжиною 10400 мм і діаметром 4100 мм розробки НВО ім. С. А. Лавочкіна виготовлений з композитних матеріалів дозволяє розширити номенклатуру корисних навантажень та підвищує енергетичні можливості РКП.

## Історія створення
Думка про заміну морально застарілої ракети Р-7 на початку 1970-х років витала не тільки у верхніх колах ракетного спрямування, а й серед розробників космічних систем. Уявлялося, що новий розроблений носій повинен придбати і ряд якісно нових якостей. За прикладом бойових ракет і на досвіді їх розробки вважалося за доцільне довести готовність до пуску до можливості застосування цієї ракети як рятівника на орбіті. Надійність, автоматизація передпускових перевірок і пуску, точність виведення на орбіту і багато інших якостей визрівали в ногу з часом.
Розробили проєкт кисневої машини.

### Перший етап проєктування
Вихідні положення цього проєкту ґрунтувалися тепер на використанні технології, обладнання, експериментальної бази й досвіду, накопиченого при виробництві ракет бойового класу. Ракета будувалася за блочним принципом. Зберегли триметровим діаметр корпусу блоків ракети. Два блоки першого ступеня утворили собі ногу. Одні називали цю конструкцію «двостволкою», інші — «камбалою». Плоска ракета, зберігала основні виробничі лінії Південмашу. Стартова маса ракети близько 450 т, виведений на низьку орбіту вантаж близько 12 т.
Кисневі двигуни РД-124, РД-125 першого і другого ступенів ракети-носія 11К77 були розроблені НВО "Енергомаш" відповідно до рішення Науково-технічної ради Міністерства загального машинобудування від 3 вересня 1974
Двигун РД-124А складався з трьох однокамерних двигунів РД-124А. Однокамерні двигун РД-125 для другого ступеня уніфікований з двигуном РД-124. Двигуни РД-124 і 125 планувалися для модульної ракети типу РЛА-120 розробки ДКБ-1.
Двигуни РД-124 і РД-125 використовували як пальне паливо РГ-1. Розроблялися за схемою з допалюванням окислювального газу, з бустерні насосами на вході у вузли підвода компонентів до основних насосів. Рівень параметрів, що забезпечуються двигунами при роботі в номінальному режимі, характеризувався тиском в камері згоряння 225 атмосфер, тягою на Землі 337 (3х112, 5) т при питомій імпульсі 302,4 с, сумарною тягою в порожнечі 379,5 т при 340 з питомої імпульсу. Тяга двигуна РД-125 в порожнечі 130,2 т при питомій імпульсі 350 с.

### Двигунна установка
Двигуни розроблялися з умовою забезпечення підвищеної надійності, при цьому вони повинні були дозволити багаторазове використання першого ступеня носія. У забезпечення цієї вимоги і на додаток до програми доведення двигунів створювалася система діагностики стану двигуна.
Забезпечення високого значення питомої імпульсу тяги для даного палива, при обмежених габаритах і масі двигуна, можливо було лише при високому значенні тиску в камері згоряння та відсутності втрат питомого імпульсу тяги, пов'язаних з приводом турбонасосного агрегату. Тому для двигуна була обрана схема з допалюванням продуктів окисної газогенерації, відпрацьованих на турбіні, в камері згоряння.
В умовах багаторазового запуску найбільш прийнятним вважалося хімічне запалювання. Переваги хімічної системи запалювання — у високій надійності займання основних компонентів палива. Як пускове пальне був обраний триетилбор.

## Конструкція
Ракета-носій 11К77 — двоступеневий носій зі стартовою масою 460—466 т. На першій ступені двигун РД-170, на другій — однокамерний двигун РД-120 (працює на паливній парі кисень+гас) з тягою в порожнечі 84 т. Ракета призначалася для виведення автоматичних космічних апаратів. Крім того, передбачалася можливість запуску пілотованих кораблів.
Залежно від розв'язуваних завдань ракета-носій проєктувалася у двоступеневій і триступеневій варіаціях. Пізніше ракети цих варіантів дістали найменування «Зеніт-2» і «Зеніт-3», за американською індексацією — СЛ-16 (SL-16).
Ракета-носій виконана за класичною схемою тандемною з поперечним поділом ступенів.
Остаточний варіант ракети 11К77 був розроблений в обсязі ескізного проєкту в грудні 1975 р. Постанова уряду про подальшу розробку цієї ракети була прийнята 16 березня 1976. Ця постанова передбачала розробку ракети таким чином, щоб перша ступінь могла бути використана як стартові блоки ракети Енергії.

### Система керування
Керування у польоті на ділянці роботи двигунів першого ступеня здійснюється шляхом повороту камер згоряння двигуна РД-170 в тангенціальній площині за допомогою системи гідроприводів. На ділянці роботи двигунів другого ступеня керування здійснюється за допомогою кермувальних чотирикамерних двигунів з поворотними камерами згоряння. Сумарна тяга кермувальних двигунів 8 т.

## Льотні випробування
Льотні випробування почалися в 1985 р. Перший пуск ракети був призначений до завершення передстартових перевірок на 12 квітня. Відбулися дві спроби пуску, які закінчилися відбоєм в циклограмі підготовки пуску. Причини відбою були встановлені — вони не пов'язані з бортовими системами. Відбій давала «земля». Пуск перенесли на 13 квітня. 13 квітня пуск — аварійний: відмовила система керування витратою палива. Другий пуск — в червні цього ж року. У результаті відхилень у роботі кермувальних двигунів другого ступеня стався вибух у кінці активної ділянки. Тільки в жовтні був запущений перший супутник — «Космос-1697».
Наступні пуски йшли задовільно. Були виведені на орбіту супутники з серії «Космос» — 1714, 1767, 1786, 1820, 1871, 1873, 1833, 1844, 1943, 1980, 2082, 2369, 2406, 2428.
У 1988 р., в грудні, комплекс «Зеніт» з апаратом «Цілина-2» був прийнятий на озброєння.

## Експлуатація
До жовтня 1990 було проведено 14 успішних запусків ракети 11К77 за програмою льотних випробувань комплексу, два запуски у складі ракети-носія «Енергія» як модулі першого ступеня — всього 8 модулів. Разом 22 ступені з двигуном РД-170 у польоті без істотних зауважень. Надійність системи в принципі підтверджена.
Але 4 жовтня 1990 р. при плановому запуску з космодрому Байконур (майданчик 45) ракети-носія «Зеніт» на третій секунді польоту стався вибух двигуна першого ступеня. Ракета впала на пускову установку і вибухнула. Стартова пускова установка була серйозно пошкоджена.
Причину невдалого п'ятнадцятого запуску досліджувала авторитетна міжвідомча комісія, через кілька місяців роботи прийшла до висновку, що відмова двигуна сталася внаслідок руйнування вузла гойдання газового тракту другої камери. Найімовірнішою причиною загоряння стало попадання у внутрішню порожнину вузла гойдання ініціатора загоряння у вигляді речовини органічного походження з концентрованим виділенням тепла при згорянні більше 30 кілоджоулів. Попадання могло статися в процесі робіт з двигуном після вогневих контрольно-технологічних випробувань на стенді. Був рекомендований і реалізований комплекс організаційних і технічних заходів.
Шістнадцятий пуск 27 липня 1991 не відбувся через незапуск двигуна першого ступеня, в результаті за кілька секунд до старту система управління припинила набір готовностей і повернулася в початковий стан. Місячний розбір привів до рішення повернути цей екземпляр ракети на завод-виробник — в НВО «Південне».
Сімнадцятий пуск був призначений на 30 серпня. Пуск відбувся. Перший ступінь відпрацював свій запрограмований польотний час. Однак на етапі запуску двигуна другого ступеня РД-120 стався вибух. Аварія призвела до втрати супутника військово-технічного призначення. Робота фахівців у комісії привела до практично того ж висновку про чистоту трактів окислювача, але вже іншого двигуна.
Ракета-носій «Зеніт» використовувалася для запусків космічних апаратів тільки радіотехнічної розвідки в основному на кругові орбіти висотою 850 км з нахилом в 71 кутових градусів. У перспективі планувалося замінити «Зенітом» носії «Союз», при запуску супутників на низькі орбіти, і «Циклон», при запусках на більш високі орбіти.
Почалося будівництво стартового комплексу «Зеніт» у Плесецьку, з метою здійснення виведення космічних апаратів на приполярні орбіти. Однак згодом будівництво заморозили і будівництво продовжили вже для ракети «Ангара».
У таблиці наведено заплановані пуски ракети-носія сімейства «Зеніт» (сірим кольором виділені комерційні пуски, здійснювані за контрактами НС):
| Список запланованих запусків РН сімейства «Зеніт» | Список запланованих запусків РН сімейства «Зеніт» | Список запланованих запусків РН сімейства «Зеніт» | Список запланованих запусків РН сімейства «Зеніт» | Список запланованих запусків РН сімейства «Зеніт» | Список запланованих запусків РН сімейства «Зеніт» | Список запланованих запусків РН сімейства «Зеніт» | Список запланованих запусків РН сімейства «Зеніт» | Список запланованих запусків РН сімейства «Зеніт»                                                                                              |
| №                                                 | Модифікація РКП «Зеніт»                           | Дата (UTC)                                        | Корисне навантаження                              | РБ                                                | Призначення                                       | Платформа                                         | Оператор                                          | Примітка |
| ------------------------------------------------- | ------------------------------------------------- | ------------------------------------------------- | ------------------------------------------------- | ------------------------------------------------- | ------------------------------------------------- | ------------------------------------------------- | ------------------------------------------------- | --- |
| 01                                                | Зеніт-3SLBФ — Байконур 45/1                       | Дата невідома                                     | Либідь                                            | Фрегат-СБ                                         | Супутник зв'язку                                  | Експрес                                           | Укркосмос                                         | Перший український геостаціонарний телекомунікаційний супутник. Призначений для формування Національної системи супутникового зв'язку України. |

## Перспективи
Аналізувалися варіанти підвищення енергетичних характеристик цієї ракети. За приблизними оцінками, приріст маси корисного вантажу становить 0,4 — 0,5 % на один відсоток збільшення тяги двигуна першого ступеня.
Це означає, що збільшення маси корисного вантажу на одну тонну вимагає збільшення тяги приблизно на 20 %, що потребує суттєвої переробки двигуна. Реально можливий приріст маси — близько 350 кг — був за рахунок збільшення тяги двигуна на 5 %.
Одночасно збільшується швидкісний тиск. Збільшення заправки паливних баків першого ступеня дає приріст маси корисного вантажу до однієї тонни, при перезаправленні на 10 %. За цієї схемою ракети, маса палива першого ступеня становить 318 т, другого — 80,8 т. Більш високий приріст маси корисного вантажу можливий при переході на водневий другий ступінь для виведення великих мас на геостаціонарну орбіту, або при застосуванні водневого третього ступеня.
Природно виникло прагнення збільшення закидуваного на орбіту вантажу за рахунок переміщення точки старту ближче до екватора, на плавучі засоби або на інші континенти.
Велись перемовини про будівництво стартового майданчика в Австралії, однак ідея зазнала фіаско. І таким чином був даний старт ще більш грандіозному та амбіційному проєкту — «Морський старт».
У 2012 році розпочато роботи по наступних напрямках модернізації ракети космічного призначення «Зеніт-3SL»:
- Підвищення енергомасових характеристик ракет космічного призначення за рахунок оптимізації конструкції блоку корисного навантаження, застосування у складі носія розгінного блоку, що представляє модернізований варіант розгінного блоку ДМ-SLБ, оптимізації існуючого приладового складу блоку корисного вантажу, ракети-носія і розгінного блоку;
- Збільшення габаритів зони корисного навантаження за рахунок збільшення довжини існуючого головного обтікача, а також застосування інших головних обтічників збільшеного діаметра і довжини.
- Адаптація носія для виведення «малих» космічних апаратів. У цьому напрямі ведуться роботи по створенню можливості виконання з «Морського старту» подвійних і кластерних запусків через розробку спеціальних систем кріплення і поділу супутників.

5 грудня 2012 року стало відомо, що Казахстан відмовляється від ідеї побудови стартового комплексу «Байтерек» для ракети космічного призначення «Ангара» і серйозно проробляє можливість використання іншої ракети. Такою ракетою як раз може бути Зеніт-2. Оскільки він повністю відповідає вимогам казахів. Так потенційно «Байтерек» отримає свій «особистий» старт при готовій інфраструктурі майданчика № 45. Якщо сторони домовляться про відновлення правого старту на майданчику № 45, то у такому випадку розв'яжеться напружена ситуація навколо єдиного стартового майданчика Зеніту-2, що склалася між «Наземним стартом», ФКП Росії та казахськими інтересами.
22 березня 2013 року президент, генеральний конструктор РКК Енергія Віталій Лопота заявив, що перший випробувальний запуск пілотованого транспортного корабля нового покоління буде проведений з використанням ракети «Зеніт» з космодрому Байконур.